# Wing Chun
O Wing Chun (Ving Tsun ou Wing Tsun) é um sistema de luta surgido no sul da China, na região do Delta do Rio da Pérola na província de Gwandong. Se distingue dos demais estilos de Wu Shu e outras artes marciais pela economia de movimentos, sendo um sistema de defesa pessoal. Simples e eficiente, descarta todo movimento acrobático. É uma arte marcial singular, desenvolvida para permitir que qualquer tipo de pessoa, independentemente de tamanho, força ou sexo, possa se defender de agressores maiores e mais fortes.
A principal diferença entre os estilos praticados atualmente está em seu conceito de defesa. Enquanto em outras artes marciais procura-se acima de tudo bloquear o ataque do agressor para depois contra-atacar, ou mesmo desviar este ataque para depois contra-atacar, o princípio básico do Wing Chun é o de utilizar esta força contra o próprio agressor, sendo que a defesa já funciona como ataque e vice-versa.

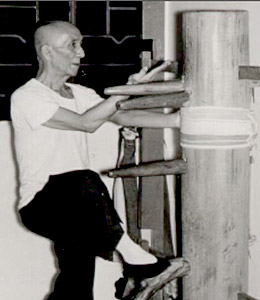
foto de yip man

Embora muitos mestres oficiais do Wing Chun espalhados por todo o mundo trabalhem para o crescimento deste estilo, sua grande popularidade no ocidente veio a partir de seu praticante mais famoso, Bruce Lee, discípulo de Yip Man, que o praticou e o valorizou, utilizando-o como base para o estilo de luta que ele viria a criar tempos depois, o Jeet Kune Do.
Dentro do Wing Chun, existem diversas "famílias". Ou seja, ao longo do tempo, o estilo foi evoluindo e sofrendo alterações pelos seus mestres, alterações essas que foram sendo ensinadas aos novos praticantes, dando origem a diferenças de algumas técnicas nos grupos (famílias) de Wing Chun. Cada família fez alterações que visam a aperfeiçoá-lo e adaptá-lo para a sua própria realidade, mantendo os princípios fundamentais do estilo, o que é permitido pela arte marcial.

## História

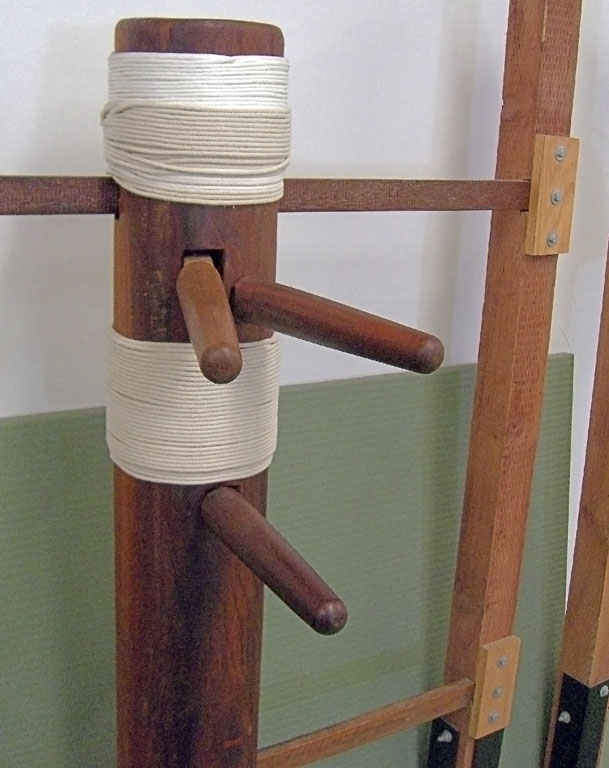
Muk Yan Jong, equipamento de treinamento utilizado no wing chun.

O Wing Chun começa a partir de 1733 quando o Templo Shaolin foi destruído pelos Manchus. Yim Yee, um dos quinze discípulos sobreviventes, se refugiou próximo da montanha Tai Leung e passou a viver como um simples comerciante, junto à sua filha Yim Wing-chun. Um lutador local chamado Wong era apaixonado por ela e a ameaçou para que se casasse com ele. O velho Yim Yee já não era capaz de defender sua filha. Então, uma cliente que costumava fazer compras em sua loja percebeu sua preocupação e, depois de ouvir a história do velho, decidiu ajudá-lo.
Essa cliente era a monja Ng Mui, que estava hospedada no Templo da Garça Branca. Ela ensinou a filha do velho por três anos, e depois disso Yim Wing-chun conseguiu derrotar Wong. Pouco tempo depois, casou-se com o lutador de Kung Fu Leung Bok-chau. Ao observar seu esposo praticante, Yim começou a fazer críticas às falhas do estilo e seu esposo, chateado com as constantes críticas, a desafiou e perdeu. Logo após, ele quis aprender o estilo marcial da esposa e o renomeou para Wing Chun em homenagem a ela.
Vários anos depois, Bok-chau ensinou o já famoso Wing Chun ao médico Lan Kwai, que somente depois de velho decidiu ensinar o estilo a um jovem ator de ópera chinesa chamado Wong Wah-bo. Em uma de suas viagens, Wah-bo conheceu Yee Tei, um lutador de bastão longo e, com a amizade estabelecida, um aprendeu as técnicas do outro. Com a arte já mais evoluída, Yee Tei ensinou as técnicas a Leung Jan, um médico e comerciantes de ervas que morava em Fatshan. Jan ensinou a arte marcial aos seus filhos Leung Tsun e Leung Bik e a alguns discípulos.
Perto da loja, havia um homem chamado Chan Wah-shun, cujo sonho era ser discípulo do mestre Leung Jan. Porém, quando Chan pediu para o mestre aceitá-lo, ficou triste com o não recebido. Sem desistir do sonho, Chan conheceu um aluno chamado Wah, conhecido como homem de madeira, que tinha esse nome por ser muito forte e constantemente quebrar os bonecos de treino conhecidos como Mudjong (Mu ren zhuang ou Muk Yang Jong). Assim, Chan conseguiu treinar as técnicas.
Certo dia, Wah levou Chan ao local de treino e disse, a Leung Tsun, filho do mestre, que seu amigo era perito em Wing Chun. Tsun o desafiou e, num golpe forte de Chan, Tsun caiu e quebrou a cadeira do mestre Jan. Todos correram para arrumá-la mas, à noite, quando o mestre sentou-se nela, a mesma desmontou. Depois de lhe explicarem o que tinha ocorrido, Jan solicitou a presença de Chan no local e, após este mostrar suas perícias marciais, o mestre acabou por aceitá-lo como seu discípulo.
Como Chan trabalhava com dinheiro, era comum ele ter que usar suas técnicas em combates reais, o que possibilitou seu aperfeiçoamento e ele acabou por virar mestre no estilo. Já idoso, foi convidado a ensinar o Wing Chun no templo ancestral da rica família Yip, e neste local ele se tornou mestre de Yip Man, que futuramente seria o mestre de Bruce Lee.

## Características
- Movimentos simples, curtos e rápidos
- Técnicas de ataque e defesa simultâneas
- Ataques focados em pontos vitais e áreas sensíveis (linha central)
- Explosão nos movimentos (rajadas de ataques)
- Objetivo de atingir e finalizar o combate rapidamente
- Base alta e estreita
- Cotovelos próximos ao corpo
- Mãos defendem a linha central do corpo[3]

## Formas com mãos vazias
| 小念頭 | Siu Nim Tau (pequena ideia)   | A primeira e mais importante forma do wing chun é o Siu Nim Tau ("a pequena idea para começar"). Ela deve ser treinada pelo praticante por toda sua vida. É a base ou "semente" da arte, da qual irão depender todas as formas e técnicas subsequentes. Regras fundamentais de equilíbrio e estrutura corporal são desenvolvidas por esta forma. Usando a analogia de um carro, esta forma fornece um chassi, ou um motor. Serve como alfabeto básico do sistema. Algumas escolas consideram que a base simétrica é a posição fundamental de combate; outras a veem como uma base de treinamento, usada para desenvolver a técnica.                        |
| 尋橋   | Chum Kiu (procurando a ponte) | A segunda forma, Chum Kiu, foca no movimento coordenado da massa corporal e técnicas de entrada para "preencher o intervalo" entre o praticante e o oponente, e avanços para romper a estrutura e o equilíbrio do adversário. Ataques a curta distância usando os cotovelos e joelhos também são desenvolvidos aqui. Também ensina métodos para recuperar a posição e a linha central do corpo em situações onde a estrutura do Siu Nim Tau foi perdida. Em algumas escolas, o peso do corpo é importante, tanto para girar quanto para avançar. Para algumas escolas, essa forma "fornece o motor para o carro".                                          |
| 標指   | Biu Ji (dedos que furam)      | A terceira e última forma, Biu Ji, se compõe de técnicas de curtíssima e de longa distâncias, chutes baixos e varreduras, e "técnicas de emergência" para contra-atacar quando a linha central foi seriamente comprometida ou quando o praticante foi seriamente machucado. A forma inclui cotoveladas a curta distância e estocadas com os dedos na garganta. Para algumas escolas, é o motor turbo do carro. Para outras, é o pit stop que recupera o motor quando ele foi danificado. Outras escolas consideram que possui técnicas mortais que nunca devem ser usadas sem uma boa razão. Um ditado do wing chun diz que "o Biu Ji não sai pela porta". |

| 木人樁 | Muk Yang Jong (Boneco de Madeira) | O Muk Yan Jong é realizado sobre um manequim de madeira, que serve como ferramenta de treinamento para ensinar o aluno a usar o Wing Chun Kuen contra um oponente vivo. Existem muitas versões desta forma dentro das linhagens Wing Chun Kung Fu. |  |

## Formas com armas
| 八斬刀   | Baat Jaam Dou (Facões de Oito Cortes)           | Uma forma envolvendo um par de facões borboleta. Historicamente, os facões também eram conhecidos como Dit Ming Do ("facões que tiram a vida"). A forma e os métodos de treinamento do Baat Jaam Do ensinam o trabalho de pés avançado e desenvolvem força e força adicionais tanto na postura quanto na técnica. O Baat Jaam Do também ajuda a cultivar um espírito de luta, pois as técnicas são projetadas para o combate.                                                                                                   |  |
| 六點半棍 | Luk Dim Bun Gwan (Bastão de Seis Pontos e Meio) | "Bastão Longo" - um bastão de madeira cônico variando de 2,44 m a 3,96 m de comprimento. Também conhecido como "bastão do dragão" por alguns ramos. Para alguns ramos que usam "Bastão de Seis Pontos e Meio", seus 7 princípios de Luk Dim Boon Gwun (Tai-desenraizamento, lan-expandir, dim-impacto, kit-desvio, got-corte, wan-circular, lau-fluidez) também são usados em combate desarmado. O nome pólo de seis pontos e meio vem desses 7 princípios, com o último princípio, Lau (ou Fluidez), contando como meio ponto. |  |

## Nomenclaturas de família Wing Chun
Erroneamente, muitos acreditam que os termos são utilizados para graduações. Entretanto, segundo a terminologia do wing chun kung fu oficial, se trata de uma estrutura familiar, onde o vínculo, em vez de ser o parentesco consanguíneo, se baseia no kung fu.

### Professores (Mestres)
- Si Kun - Mestre-Avô. (O mestre do seu mestre)
- Si Fu - Mestre-Pai. (Seu mestre)
- Si Sok - Mestre-tio (Que entrou na família após o seu mestre)
- Si Pak -  Mestre-tio (Que entrou na família antes de seu mestre)
- Si Lz - após seis meses ministrando aulas.

### Alunos
- Si Hing - aluno que entrou antes de você (Irmão mais velho com referência a você.)
- Si Dai - aluno que entrou após você (Irmão mais novo com referência a você.)

### Alunas
- Si Je - aluna que entrou antes de você (Irmã mais velha com referência a você.)
- Si Mui - aluna que entrou após você (Irmã mais nova com referência a você.)

## Cinema
As artes marciais, desde já um bom tempo, são um tema recorrente no cinema. No caso do Wing Chun, as maiores amostras desse estilo estão nos filmes sobre a história do mestre Yip Man.
| Ano  | Título em português    | Título em inglês           |
| ---- | ---------------------- | -------------------------- |
| 2008 | O Grande Mestre        | Ip Man                     |
| 2010 | O Grande Mestre 2      | Ip Man 2                   |
| 2010 |                        | The Legend Is Born: Ip Man |
| 2013 | O Grande Mestre (2013) | The Grandmaster            |
| 2013 |                        | Ip Man: The Final Fight    |
| 2015 | O Grande Mestre 3      | Ip Man 3                   |
| 2019 | O Grande Mestre 4      | Ip Man 4                   |

No filme Sherlock Holmes, dirigido por Guy Ritchie, o método de luta utilizado por Sherlock (Robert Downey Jr.) é o Wing Chun.
Nos Filmes do Universo Cinematográfico Marvel, o método de luta usado por Tony Stark - Iron Man (Robert Downey Jr.) é o Wing Chun.

## Wing Chun no Brasil

### As escolas da linhagem Yip Man
Como toda tradição transmitida de modo oral, com escassa documentação, é difícil precisar quando e onde exatamente o Wing Chun chegou no Brasil, bem como quem foram seus introdutores e quais escolas aqui chegaram e como se  deu sua transmissão e desenvolvimento. Das fontes que temos disponíveis, há alguns livros e postagens de entusiastas em redes sociais, blogs, etc.
O Wing Chun teria sido introduzido no Brasil entre as décadas de 1960 e 1970, devido a chegada de imigrantes chineses no contexto da Revolução Cultural Chinesa (1966-1976) e os consequentes conflitos e a fome que se abateram sobre aquele país. 
O mestre malaio See Tiong Foo, um dos introdutores do Wing Chun no Brasil, foi discípulo dos Mestres Lui Yu Chai (Liu Yu Choi), o qual por sua vez foi aluno de Chan Wah-shun (1849-1913); e de Chan Yu Min  (1884-1932), filho de Chan Wah-shun, os quais introduziram o Wing Chun em Taiwan, Singapura, Filipinas, Tailândia e Malásia. Além de tais mestres, See Tiong Foo aprimorou suas técnicas com Mestre Yip Man em Hong Kong.
Outro introdutor do Wing Chun no Brasil foi Lee Tat Yan (falecido em 1996), o qual nasceu no vilarejo de Chung San, no Sul da China. Mestre Lee foi discípulo de Lee Shing (nascido em 1923) em Hong Kong, o qual teve por mestre Lok Yu (1922-2006), aluno do Grão-Mestre Yip Man. Mestre Lee Tat Yan chegou no Brasil em 1972 e fundou o Clube Bruce Lee no município do Rio de Janeiro em 1980 (CNPJ 30.505.796/0001-03, cadastro baixado em 2009). Lee Tat Yan ensinou ainda no Quartel de Subsistência do Exército e participou de artigos e reportagens voltadas às artes marciais durante tal período.
O Mestre Li Wing Kay (1950), apesar de ser mais conhecido pelo Garra de Águia (Yin Jow Pai) no Brasil, aprendeu o Wing Chun a partir de Chen Chin Hung, aluno de Ho Kam Ming (1925-2020), discípulo do Grão-Mestre Yip Man. Seu irmão, Li Hon Ki (Li Hon Kay, 1952-2016),  conhecido pelo Hung Gar e pelo Tai Chi, também aprendeu o Wing Chun, primeiramente com Mestre Ho Kam Ming em Macau, sendo logo depois introduzido ao Grão Mestre Yip Man, com quem treinou até sua morte em 1972. Após a morte do mestre, treinou com seus instrutores, como Ng Chang, Koo Sang, e Ng Ken Po. Mestre Li Hon Ki emigrou para o Brasil em 1979, e teve como discípulos no Wing Chun Marcelo Novaes Bonfá, Claudio Ramires Vasques, Léo Imamura, Marcelo Florentino e muitos outros. Durande a década de 1990, Mestre Li Hon Ki realiza uma reforma técnica em seu próprio Wing Chun após tornar-se discípulo do Mestre Duncan Leung (Leung Shiu Hung, 1942, Hong Kong) .Li Hon Ki fechou as portas de seu Kwoon durante a década de 2000, aposentando-se das atividades marciais e dedicando-se à medicina tradicional chinesa e palestras até o fim de sua vida.
Thomas Lo (Lo Siu Chung, Hong Kong, 1943), discípulo de Greco Wong (Wong Wai Cheung, 1943), o qual por sua vez foi aluno de Moy Yat (1938-2001), um dos primeiros alunos do Grão Mestre Yip Man. Chegou no Brasil em 1969 e iniciou o ensino do Wing Chun em 1972 em uma academia da cidade de Serra Negra-SP, e posteriormente abrindo uma academia na cidade de São Paulo em 1976, onde teve como alunos Jose Clovis Lemes, Jose Adami, Francisco Dias, Sidney Assis, Erasmo Deterra, Thomas Pinheiro e outros.
Dois dos alunos do Mestre See Tiong Foo foram Roberto Lorenzo e Marco Antonio Natali Ceda, mais conhecido como Marco Natali (São Paulo, 27 de Abril de 1950). Mestre Marco Natali, formou como mestres Fernando César Hartung e Francisco D'Urbano e fundou a União Nacional de Kung Fu (UNK) em 1982 e a presidiu até 1988, quando aposentou-se e passou sua direção ao seu aluno Francisco D'Urbano, o qual a preside até hoje. Pela UNK passaram vários nomes do Wing Chun brasileiro, como Alexandre Reis, Thomas Pinheiro, Aylton Rocha, Rubens Pinheiro, Renato Hirata, Marcelo Florentino, Gustavo Pinheiro, Jilvan Pinheiro, Carlos Martins, Fernando Hartung, Joaquin Neto (Mestre Kim), Silvano Barros, Geraldo Monnerat, Andre Mendonça, Antônio Freitas, Gildenir Alves, Mário Rodrigues Junior, Antônio Araújo, Genivaldo Anjos, Marco Beltran, Angel Samaniego entre outros. Marco Natali publicou dezenas de livros, vários destes sobre Kung Fu, alguns dedicados ao Wing Chun, como: 
- Wing Chun Kung Fu - Ediouro, 1983
- Kung Fu - Defesa Pessoal - Editora Três, 1984
- Defesa Pessoal Kung Fu - Ediouro, 1986
- Técnicas Mortais do Kung Fu - Ediouro, 1987
- Espírito Marcial - História, Filosofia e Psicologia das Artes Marciais - Ediouro, 1990 [35]

Seu discípulo e herdeiro, Francisco José D'Urbano, iniciou o Curso Especial Intensivo de Formação de Instrutores em 1988, o qual levou o Wing Chun a diversas regiões do país, e em 1994 passa a ser discípulo e representante do Mestre Cheung Kwok Chow, passando a ser aluno e representeante do Mestre Leung Ting através dos mestres alemães Hans Remme e Andreas Geller entre 2001 e 2007. Mestre D'Urbano publicou alguns livros sobre Wing Chun, como: 
- Kung Fu Wing Chun Tao Chuan - Ediouro, 1988.
- Kung Fu Mudjong Técnicas e Aplicações - Ediouro, 1988.

Um dos discípulos mais conhecidos de Lee Tat Yan é Geraldo Monnerat (Lee Mo Ne/Moy Ka Lai To, Três Rios-RJ, 1968), com quem treinou de 1979 a 1985, quando seu meste fechou as portas de seu Kwoon, aposentando-se. De 1986 a 1989 foi aluno e instrutor da UNK, e em 1990 participou de um seminário da Moy Yat Ving Tsun, onde conheceu o Mestre Léo Imamura, representante da família Moy Yat no Brasil. Monnerat foi aceito na família Moy em 1998, tendo por mestre Léo Imamura, sendo um dos representantes desta família no Brasil desde então.

## Linhagens dos Mestres Brasileiros no Wing Chun
No contexto do Wing Chun no Brasil, destacam-se várias linhagens distintas que surgiram por meio dos mestres locais. A tradição oral da transmissão do conhecimento, muitas vezes sem documentação formal, torna desafiador precisar quando e como o Wing Chun chegou ao país, assim como identificar os introdutores e suas escolas. As informações disponíveis provêm de livros, postagens em redes sociais, blogs e relatos de entusiastas.

### Mestre See Tiong Foo e a Linhagem Yip Man
O Wing Chun teria desembarcado no Brasil entre as décadas de 1960 e 1970, período que coincide com a chegada de imigrantes chineses motivados pela Revolução Cultural Chinesa. Um desses mestres introdutores foi o malaio See Tiong Foo, discípulo dos Mestres Lui Yu Chai e Chan Wah-shun, que, por sua vez, foram conectados à Linhagem Yip Man. See Tiong Foo refinou suas habilidades sob a tutela do próprio Mestre Yip Man em Hong Kong.

### Mestre Lee Tat Yan e a Linhagem Independente
Outro pioneiro do Wing Chun no Brasil foi o Mestre Lee Tat Yan. Originário do Sul da China, ele recebeu ensinamentos de Lee Shing e Lok Yu, ambos discípulos do Grão-Mestre Yip Man. Após imigrar para o Brasil em 1972, fundou o Clube Bruce Lee e deixou um legado por meio de seu ensino e participação ativa na divulgação das artes marciais.

### Mestre Li Wing Kay e a Abordagem Híbrida
Mestre Li Wing Kay é conhecido principalmente por sua prática do Garra de Águia no Brasil, mas também se destaca por sua conexão com o Wing Chun. Ele aprendeu o Wing Chun com Chen Chin Hung, discípulo de Ho Kam Ming, que por sua vez foi aluno do Grão-Mestre Yip Man. Li Wing Kay e seu irmão, Li Hon Ki, que também estudou com Yip Man, deixaram uma influência marcante no cenário do Wing Chun brasileiro.

### Mestre Marco Natali e a União Nacional de Kung Fu
O Mestre Marco Natali é reconhecido por fundar a União Nacional de Kung Fu (UNK) em 1982. Sob sua liderança, a UNK se tornou um veículo importante para a disseminação do Wing Chun no Brasil, com uma lista notável de alunos e mestres formados por meio dessa linhagem. Natali também escreveu diversos livros que compartilham seu conhecimento nas artes marciais.

### Mestre Geraldo Monnerat e a Família Moy Ka Lai To
O discípulo de Lee Tat Yan, Geraldo Monnerat, desempenhou um papel vital na promoção da Família Moy Ka Lai To no Brasil. Sua conexão com o Mestre Léo Imamura o levou a ser aceito na família Moy em 1998. Desde então, Monnerat tem representado essa linhagem e contribuído para a expansão do Wing Chun dentro do país.

### Linhagem Paraense - Mestre Antonio Leocádio Borges
A Linhagem Paraense do Wing Chun no Brasil é representada pelo Mestre Antonio Leocádio Borges, cujo ensinamento foi transmitido para seu primo, Mauro Borges, e posteriormente para Valmir Junior. Essa linhagem traz uma contribuição significativa para a disseminação do Wing Chun na região norte do Brasil, principalmente em Belém do Pará. 
Linhagem See Tiong Foo no Pará - Mestre Roberto Lorenzo
Também temos o Mestre Roberto Lorenzo discipulo direto de Richard See Tiong Foo em Sāo Paulo que nos anos de 1980 chega com sua familia a Belém do Pará e inicia treinos informais de wing chun transmitindo para alguns discipulos, dentre eles seu filho Roberto Junior e seu amigo Josivaldo Ribeiro no bairro do Guamá. Este  disseminou pelos bairros da Terra Firme e Cidade Nova na década de 1989.
| Mestre                  | Linhagem                       | Discípulos Notáveis                               |
| ----------------------- | ------------------------------ | ------------------------------------------------- |
| See Tiong Foo           | Linhagem Yip Man               | Discípulos da escola de See Tiong Foo             |
| Lee Tat Yan             | Independente                   | Geraldo Monnerat, entre outros                    |
| Li Wing Kay             | Abordagem Híbrida              |                                                   |
| Marco Natali            | União Nacional de Kung Fu      | Francisco D'Urbano, Thomas Pinheiro, entre outros |
| Geraldo Monnerat        | Família Moy Ka Lai To          | Marcelo Florentino, André Mendonça, entre outros  |
| Antonio Leocádio Borges | Linhagem Paraense              | Mauro Borges, Valmir Junior                       |
| Roberto Lorenzo         | Linhagem See Tiong Foo no Pará | Roberto Jr. Josivaldo Ribeiro                     |

Em suma, as linhagens dos mestres brasileiros no Wing Chun refletem a riqueza da diversidade e adaptação dessa arte marcial única. Através de seus ensinamentos e esforços, eles deixaram um impacto duradouro na comunidade das artes marciais no Brasil.